# Ducado de Valência de Campos
O título de Duque de Valência de Campos, foi um título nobiliárquico criado por João I de Castela em 1387, em favor do infante D. João de Portugal, filho de D. Pedro I e de Inês de Castro. Por sua morte, em 1397, o título não foi renovado, embora a filha primogénita havida do seu segundo casamento (com Constança de Castela, senhora de Alba de Tormes, filha bastarda de Henrique II de Castela), D. Maria de Portugal, tenha sido feita Condessa de Valência (depois chamada Valência de Don Juan, em honra do seu primeiro titular).
Em 1465, o ducado foi restablecido por Henrique IV de Castela, em favor Juan de Acuña y Portugal, terceiro Conde de Valência de Don Juan, bisneto do Infante D. João. Como Juan de Acuña seguiu a facção de Joana, a Beltraneja, na Guerra de Sucessão de Castela, o título extinguiu-se após a sua morte, em 1475.